# Mesoleptobasis cantralli
Mesoleptobasis cantralli är en trollsländeart som beskrevs av Santos 1961. Mesoleptobasis cantralli ingår i släktet Mesoleptobasis och familjen dammflicksländor. Inga underarter finns listade i Catalogue of Life.